# Canoas
Canoas est une ville brésilienne de la mésorégion métropolitaine de Porto Alegre, capitale de l'État du Rio Grande do Sul, faisant partie de la microrégion de Porto Alegre et située à 9 km au nord de Porto Alegre. Elle se situe à une latitude de 29° 55′ 07″ sud et à une longitude de 51° 11′ 04″ ouest, à 8 m d'altitude. Sa population était estimée à 326 458 en 2007, pour une superficie de 131 km2. L'accès s'y fait par les BR-116 et BR-386.

## Histoire
Les Indigènes des tribus Tape et Minuano habitaient les terres où fut créée la municipalité, quand, à partir de 1725, la pénétration européenne commença avec les vachers, desquels  Francisco Pinto Bandeira est considéré comme le fondateur de Canoas.
Une fois concédées les premières terres, en 1733, Pinto Bandeira, en s'installant sur deux propriétés, le long du rio dos Sinos, fonda la Fazenda Gravataí, sur la colline de l'Abílio, connue sous le nom d'Estância Velha.
Depuis 1795, la Fazenda était dirigée par divers descendants de Pinto Bandeira, et fut, en
1861, finalement divisée entre les héritiers. La localité se développa autour du noyau originel de la propriété, constitué de personnels de la propriété non rémunérés et de travailleurs ruraux.
Avec l'arrivée du chemin de fer, en 1874, la localité subit des modifications. Il incomba au Major Vicente da Silva Freire de fonder la ville et de développer le peuplement, par la vente de terres autour de la gare. À la même époque, Olavo Ferreira, un autre descendant, créait la Paroisse de Sãos Luís.
L'origine du nom -Canoas- fut motivée par la fabrique de canots (canoas, en portugais), qu'y avait créée le major Vicente, et destinés au port du Sobrado.

## Formation Administrative
Le District fut créé le 26 décembre 1912 par l'Acte Municipal no 48, et la Municipalité le 27 juin 1939, par le Décret d'État 7. 839. Il y avait deux districts : Canoas et Berto Círio. Actuellement, ce sont ceux de Canoas et Santa Rita.

## Économie
Canoas possède le plus important PIB de l'État. Plusieurs grandes entreprises nationales et multinationales y ont installé des unités importantes dans les secteurs de la mise en bouteille de gaz, pétrochimique, métallurgique, mécanique et électrique.
- Revenu per capita (2000) : R$ 353,17 (Change 2000 : R$1,00 = 4,00 FF)
 Source : Atlas du Développement Humain/PNUD - 2000
- PIB per capita (2004) : R$ 26.496,00 (Change 2004 : 1,00€ = R$3,00)

## Maires
| Période | Période | Identité                 | Étiquette | Qualité               |
| ------- | ------- | ------------------------ | --------- | --------------------- |
| 2000    | 2004    | Marcos Antonio Ronchetti | PMDB      | élu avec 86 223 voix  |
| 2004    | 2008    | Marcos Antonio Ronchetti | PMDB      | élu avec 130 479 voix |
| 2008    | 2012    | Jairo Jorge da Silva     | PT        | élu avec 98 736 voix  |

## Démographie
- Espérance de vie : 70,8 ans (Hommes : 66,6 ans - Femmes : 75,1 ans)
- Coefficient de mortalité infantile (2006) : 13,04 pour 1000 (FEE)
- Taux d’analphabétisme : 3,23 %
- Croissance démographique (2005) : 1,51 % par an
- Indice de Développement Humain (IDH) : 0,815 (Atlas du Développement Humain/PNUD - 2000)
- 51,37 % de femmes
- 48,63 % d'hommes
- 100 % de la population est urbaine
- 0 % de la population est rurale

## Personnalités liées
- Joseane Oliveira (1981-), mannequin et présentatrice brésilienne y est née

## Villes voisines
- Esteio
- Sapucaia do Sul
- Gravataí
- Cachoeirinha
- Porto Alegre
- Nova Santa Rita